# IC 3551
IC 3551 је дио галаксије (напримјер сјајан HII регион) у сазвјежђу Береникина коса која се налази на листи објеката дубоког неба у Индекс каталогу.
Деклинација објекта је + 27° 57' 50" а ректасцензија 12h 35m 53,8s.